# Avion cu reacție

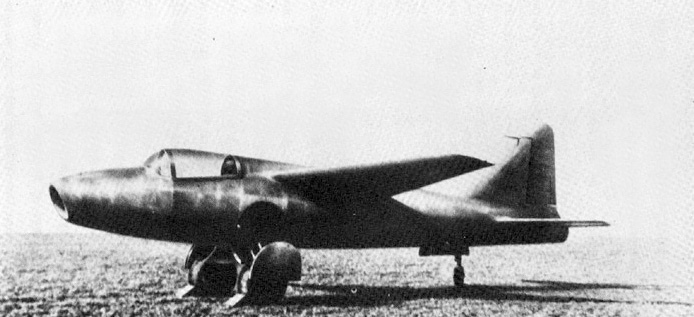
Heinkel He 178, primul avion cu reacție produs în serie

Un avion cu reacție este un avion propulsat de unul sau mai multe motoare cu reacție.
Primul zbor cu un avion cu reacție a fost realizat de Henri Coandă în Franța, la data de 16 decembrie 1910, la Issy-les-Moulineaux, cu aparatul pe care îl prezentase în octombrie 1910 la al doilea Salon Internațional Aeronautic de la Paris.
Motorul avionului lui Coandă consta dintr-un compresor acționat de un motor cu ardere internă cu piston, de 50 de cai putere. Aerul absorbit de compresor prin partea din față a motorului era refulat cu mare viteză prin spatele lui spre cele două zone de postcombustie, cu care era prevăzut motorul. În felul acesta se producea un efect de reacție, care împingea avionul către înainte, permițând deplasarea în atmosferă a aerodinei.
În timpul zborului de testare, Coandă a putut observa alinierea apropiată de alipire a jeturilor de gaze arse față de fuzelaj, ceea ce a dus la distrugerea avionului, prin incendiere. Acest fenomen a fost denumit, ulterior, efectul Coandă.
Academicianul Elie Carafoli aprecia că „avionul cu reacție Coandă-1910 a luat ființă trei decenii înainte ca celebrii constructori White, Campini și Sbeikk să fi construit avioanele lor cu reacție, care au desăvârșit această epocală descoperire”.